# JOY FOR U
『JOY FOR U』（ジョイ・フォア・ユー）は、山下久美子の13thスタジオ・アルバムで、1991年4月19日に東芝EMI / EASTWORLDから発売された。

## 概要
1988年に前作『Baby alone』リリース後歌手活動を休止し、1991年に歌手活動を再開した直後のスタジオ・アルバム。
初回生産のみピクチャーCD仕様である。

## 収録曲
| 全作詞: 山下久美子、全作曲: 布袋寅泰、全編曲: 布袋寅泰、ストリングス・アレンジ: 門倉聡（#11のみ）。 |                            |            |            |      |
| #                                                                                                   | タイトル                   | 作詞       | 作曲・編曲 | 時間 |
| 1.                                                                                                  | 「恋の数だけ流した涙」     | 山下久美子 | 布袋寅泰   | 4:24 |
| 2.                                                                                                  | 「REF・RAIN」              | 山下久美子 | 布袋寅泰   | 4:34 |
| 3.                                                                                                  | 「君がいれば」             | 山下久美子 | 布袋寅泰   | 5:20 |
| 4.                                                                                                  | 「I'M LONELY」             | 山下久美子 | 布袋寅泰   | 4:11 |
| 5.                                                                                                  | 「友達でいようよ」         | 山下久美子 | 布袋寅泰   | 4:11 |
| 6.                                                                                                  | 「SEASON」                 | 山下久美子 | 布袋寅泰   | 3:58 |
| 7.                                                                                                  | 「Let me go!」             | 山下久美子 | 布袋寅泰   | 4:11 |
| 8.                                                                                                  | 「ファンタジア」           | 山下久美子 | 布袋寅泰   | 5:21 |
| 9.                                                                                                  | 「ロマンス」               | 山下久美子 | 布袋寅泰   | 5:56 |
| 10.                                                                                                 | 「JOY FOR U」              | 山下久美子 | 布袋寅泰   | 5:34 |
| 11.                                                                                                 | 「微笑みをもう一度」       | 山下久美子 | 布袋寅泰   | 5:02 |
| 12.                                                                                                 | 「Tonight (星の降る夜に)」 | 山下久美子 | 布袋寅泰   | 5:10 |
| 13.                                                                                                 | 「春に降る雪」             | 山下久美子 | 布袋寅泰   | 1:53 |
| 合計時間:                                                                                           | 合計時間:                  | 59:45      |            |      |

## 楽曲解説
1. 恋の数だけ流した涙
2. REF・RAIN
3. 君がいれば
  - 1991年6月7日に、この曲で山下自身初となる『ミュージックステーション』（テレビ朝日系）に初出演した[2]。
4. I'M LONELY
5. 友達でいようよ
6. SEASON
7. Let me go!
8. ファンタジア
9. ロマンス
  - シングル「Tonight (星の降る夜に)」のカップリング曲。
10. JOY FOR U
11. 微笑みをもう一度
12. Tonight (星の降る夜に)
  - 先行シングル。
  - フジテレビ系『ウッチャンナンチャンのやるならやらねば!』エンディングテーマ[3]
13. 春に降る雪

## 参加ミュージシャン
| 恋の数だけ流した涙 - Vocal：山下久美子 - Drums：山木秀夫 - Bass：松井恒松 - Electric Guitar：布袋寅泰 - Synthesizers：藤井丈司, 門倉聡, 富樫春生, 梅崎俊春 - Chorus：山下久美子, 布袋寅泰, LENNY ZAKATEK REF・RAIN - Vocal：山下久美子 - Electric Guitar：布袋寅泰 - Acoustic Guitar：布袋寅泰 - Synthesizers：藤井丈司, 門倉聡, 富樫春生, 梅崎俊春 - Chorus：山下久美子 君がいれば - Vocal：山下久美子 - Drums：山木秀夫 - Bass：浅田孟 - Electric Guitar：布袋寅泰 - Synthesizers：藤井丈司, 門倉聡, 富樫春生, 梅崎俊春 - Chorus：山下久美子 I'M LONELY - Vocal：山下久美子 - Drums：山木秀夫 - Electric Guitar：布袋寅泰 - Synthesizers：藤井丈司, 門倉聡, 富樫春生, 梅崎俊春 - Chorus：山下久美子 友達でいようよ - Vocal：山下久美子 - Drums：池畑潤二 - Bass：浅田孟, 松井恒松 - Electric Guitar：布袋寅泰 - Acoustic Piano：布袋寅泰 - Synthesizers：藤井丈司, 門倉聡, 富樫春生, 梅崎俊春 - Chorus：山下久美子, 布袋寅泰 SEASON - Vocal：山下久美子 - Drums：池畑潤二 - Bass：松井恒松 - Electric Guitar：布袋寅泰 - Synthesizers：藤井丈司, 門倉聡, 富樫春生, 梅崎俊春 - Chorus：山下久美子, 布袋寅泰, 花田裕之 | Let me go! - Vocal：山下久美子 - Drums：山木秀夫 - Bass：浅田孟 - Electric Guitar：布袋寅泰 - Synthesizers：藤井丈司, 門倉聡, 富樫春生, 梅崎俊春 - Percussion：STEVE ETO - Chorus：山下久美子, LINDA TAYLOR, CAROL KENYON ファンタジア - Vocal：山下久美子 - Drums：山木秀夫 - Bass：小池ヒロミチ - Electric Guitar：布袋寅泰 - Acoustic Guitar：花田裕之 - Synthesizers：藤井丈司, 門倉聡, 富樫春生, 梅崎俊春 - Chorus：山下久美子, 布袋寅泰, TAMAKI KANO from GALAPAGOS ロマンス - Vocal：山下久美子 - Bass：小池ヒロミチ - Electric Guitar：布袋寅泰 - Acoustic Guitar：布袋寅泰 - Synthesizers：藤井丈司, 門倉聡, 富樫春生, 梅崎俊春 - Chorus：山下久美子, 布袋寅泰, LENNY ZAKATEK, JEFF PATTERSON, LINDA TAYLOR, CAROL KENYON JOY FOR U - Vocal：山下久美子 - Drums：山木秀夫 - Bass：浅田孟 - Electric Guitar：布袋寅泰 - Synthesizers：藤井丈司, 門倉聡, 富樫春生, 梅崎俊春 - Percussion：STEVE ETO - Electric Violin：中西俊博 - Chorus：山下久美子, LINDA TAYLOR, CAROL KENYON 微笑みをもう一度 - Vocal：山下久美子 - Acoustic Piano：門倉聡 - Synthesizers：藤井丈司, 門倉聡, 富樫春生, 梅崎俊春 Tonight (星の降る夜に) - Vocal：山下久美子 - Electric Guitar：布袋寅泰 - Synthesizers：藤井丈司, 門倉聡, 富樫春生, 梅崎俊春 - Chorus：山下久美子, 布袋寅泰, LENNY ZAKATEK, JEFF PATTERSON 春に降る雪 - Vocal：山下久美子 - Acoustic Guitar：布袋寅泰 |